# سوزان جورج (عالمة سياسية)
سوزان جورج (بالفرنسية: Susan George )‏ (و. 1934  م) هي عالمة سياسة، واقتصادية، وعالمة اجتماع، وأكاديمية، وفيلسوفة من الولايات المتحدة، وفرنسا، ولدت في آكرون.

## التعليم
تعلمت في كلية سميث، ومدرسة الدراسات العليا في العلوم الاجتماعية.